# Brabante (regione storica)

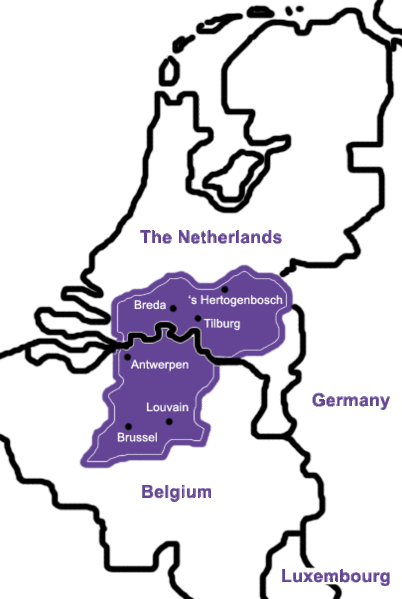
Mappa del Brabante

Il Brabante è una regione storica dell'Europa occidentale situata alla sinistra del fiume Mosa ed è oggi suddivisa tra i Paesi Bassi, in cui si trova la provincia del Brabante Settentrionale, ed il Belgio, in cui si trovano la provincia del Brabante Vallone, la provincia del Brabante Fiammingo e la Regione di Bruxelles-Capitale, che fino al 1995 erano unite nella Provincia del Brabante, e la provincia di Anversa.
In passato nella regione storica sono stati costituiti diversi stati, come il Langraviato di Brabante, esistito dal 1085/1086 al 1183/1184, ed il Ducato del Brabante, esistito dal XII al XVII secolo.
Lungo il confine tra Paesi Bassi e Belgio ci sono alcune enclavi e exclavi, resti del vecchio ducato del Brabante: le municipalità di Baarle-Hertog (Belgio) e Baarle-Nassau (Paesi Bassi).